# Fenilacetilcarbinol
Fenilacetilcarbinol (abreviado na literatura como PAC, do inglês phenylacetylcarbinol) é um composto orgânico que tem dois enantiômeros, um com configuração quiral R e outro com configuração S. (R)-PAC, o qual é comumente chamado L-PAC, é conhecido como um precursor na síntese de fármacos tais como a efedrina e pseudoefedrina.

## Nomenclatura
(R)-PAC ou (R)-(−)-fenilacetilcarbinol é idêntico ao l-PAC, referindo-se ao desatualizado sistema d/l.

(R)-PAC é o isômero levorotado do fenilacetilcarbinol.
O nome IUPAC do fenilacetilcarbinol é 1-hidroxi-1-fenilpropan-2-ona. Sinônimos são 1-hidroxi-1-fenil-2-propanona e 1-hidroxi-1-fenilacetona.

## Produção
L-PAC é largamente sintetizado pela fermentação de benzaldeído e dextrose.